# Isola Adams (Canada)
L'isola Adams (Inuit:Tuujjuk) è un'isola disabitata della regione canadese del Qikiqtaaluk, nel territorio di Nunavut.

## Geografia
L'isola è situata nella Baia di Baffin, al largo della costa nordorientale dell'isola di Baffin, nell'arcipelago artico canadese. Nelle sue vicinanze si trovano, l'isola Dexterity (a nord-est), l'isola di Baffin (ad est), il fiordo di Tromso (a sud), l'insenatura di Paterson (ad ovest) e l'isola Bergesen (a nord-ovest).
Ha una forma irregolare, le coste sono molto ripide e le montagne all'interno superano gli 800 m di altezza. La superficie totale dell'isola è di 267 km².